# Issoncourt
Issoncourt is een plaats en voormalige gemeente in het Franse departement Meuse in de regio Grand Est.

## Geschiedenis
Op 1 januari 1973 fuseerde Issoncourt met Mondrecourt en Rignaucourt tot de gemeente Les Trois-Domaines.